# 西宮市立深津小学校
西宮市立深津小学校（にしのみやしりつ ふかずしょうがっこう）は、兵庫県西宮市深津町に所在する公立小学校。
キトラパン（のちヘンゼル、現在は阪急ベーカリー）の工場跡地に、隣接する西宮市立深津中学校とともに新設開校した。なお、実質的にはかつて神祇官町にあった旧西宮市立芦原小学校（跡地は現『西宮市立総合教育センター』）の移転である。

## 沿革
- 1983年（昭和58年）4月1日 - 開校。
- 1983年（昭和58年）6月8日 - 西宮市教育委員会主催の開校式を挙行。同日を創立記念日とする。

## 通学区域
- 大屋町（1～3、12～18、24～29番）、中島町（1、8～12、19～21番）、田代町、高畑町、深津町、高松町（6･8～22番）、神明町（1･2･5～8番）、神祇官町、芦原町（1～3、5～11番）、西福町、中殿町（1･2番）[1]

※卒業後は基本的に西宮市立深津中学校に進学する。

## 通学区域が隣接している学校
- 西宮市立瓦木小学校
- 西宮市立高木小学校
- 西宮市立平木小学校
- 西宮市立安井小学校
- 西宮市立用海小学校
- 西宮市立津門小学校
- 西宮市立上甲子園小学校